# ماکنلی تورس
ماکنلی تورس (اسپانیایی: Macnelly Torres‎؛ زاده ۱ نوامبر ۱۹۸۴) یک بازیکن فوتبال اهل کلمبیا است.

## باشگاهی
از باشگاه‌هایی که در آن بازی کرده‌است می‌توان به  اشاره کرد.

## تیم ملی
وی همچنین در تیم ملی فوتبال کلمبیا بازی کرده‌است.